# Ван дер Линден, Корнелис
Корнелис ван дер Линден (нидерл. Cornelis van der Linden; 24 августа 1839, Дордрехт — 29 мая 1918, Амстердам) — нидерландский дирижёр и композитор.

## Биография
Получил первоначальное музыкальное образование в Дордрехте, в том числе у Фердинанда Бёме (теория и композиция). В возрасте 14 лет отправился в Антверпен, где устроился в один из городских оркестров, затем играл на различных инструментах в Льеже и Брюсселе, в 1859 г. поступил гобоистом в оркестр Парижской оперы и участвовал в премьере оперы Шарля Гуно «Фауст» под управлением автора. В дальнейшем работал также в оркестре театра Ла Скала и наконец в 1863 г. вернулся в Дордрехт, где в скором времени стал одним из главных организаторов музыкальной жизни. При создании в 1875 г. Нидерландского музыкального общества был избран его членом-корреспондентом, а в 1877—1886 гг. исполнял обязанности его секретаря.
В 1888 г. ван дер Линден обосновался в Амстердаме, заняв пост дирижёра Голландской оперы и сразу же поставив собственную оперу «Катарина и Ламберт» (нидерл. Catharina en Lambert). Однако постоянные трения с директором оперы де Гротом, заинтересованным в более коммерческих постановках, привели к тому, что в 1894 г. ван дер Линден ушёл из Голландской оперы и основал собственную Нидерландскую оперу. Он сделал ставку на молодые силы и прогрессивную музыку, 4 сентября представив в качестве первой постановки оперу Рихарда Вагнера «Риенци»; национальная премьера «Нюрнбергских мейстерзингеров» в 1901 году стала и самым заметным успехом ван дер Линдена. В его театре были заняты молодые дирижёры — Петер Раабе, Корнелис Доппер, Эверт Корнелис, ставились оперы местных композиторов, в том числе «Виоланта, дама в жёлтом» Брама Ломана (1897) и опера самого ван дер Линдена «Конец лейденской осады» (нидерл. Leidens ontzet, на сюжет из истории Восьмидесятилетней войны). Однако в 1903 гг. отъезд ведущих солистов и экономические трудности положили театру ван дер Линдена конец.
В 1904 году ван дер Линден вместе с английской оперной труппой отправился в гастрольную поездку по США, в этой поездке состоялась и премьера ещё одной его оперы, «Мисс Симмонс из Канзаса» (англ. Miss Simmons of Kansas). Вернувшись в Нидерланды, ван дер Линден предпринял ещё две попытки создать собственную оперную труппу, в Амстердаме и в Роттердаме, но потерпел неудачу. С 1908 г. и до конца жизни он был главным редактором газеты «De Muziekbode» и активно работал как композитор; к позднему периоду его творчество относится множество увертюр, песен, хоровых сочинений, произведений для фортепиано и для духового оркестра, однако все они прочно забыты.